# Crytek
Crytek es una empresa desarrolladora de videojuegos alemana fundada en 1999 por tres hermanos turco-alemanes: Avni, Cevat y Faruk Yerli. La sede central se ubica en Fráncfort del Meno, Alemania. Además cuenta con otras cuatro sucursales en Kiev, Budapest, Sofía, y Nottingham.
El equipo de desarrollo de Crytek cuenta con 296 programadores de Europa (249), Asia (24), América del Norte (14), Oceanía (7) y África (1). Son mejor conocidos por su videojuego Far Cry y su motor de videojuego CryEngine, que usa el videojuego Crysis, y, más recientemente, CryEngine 2 y CryEngine 3. Este último fue mostrado por primera vez en la Game Developers Conference de 2009. Crytek colabora con Electronic Arts, Ubisoft, NVIDIA, Intel, AMD, FMOD, Scaleform, Xoreax Software, Sparkasse Coburg, y Rating Services. Crytek está compuesta por programadores profesionales de 32 naciones diferentes.

## Historia
Crytek fue fundada por los hermanos Yerli en 1999, en Coburg, Alemania. Su historia empieza con el ECTS de 2000. Fue allí donde Crytek impresionó a las grandes distribuidoras con su demo técnica en el stand de NVIDIA. Posteriormente continuaron sacando demos de un videojuego llamado X-Isle (del cual evolucionaría a Far Cry). El 2 de mayo de 2002, Crytek anunció el motor de juego CryEngine.
En 2003, Crytek asistió a la Game Devolpers Conference, donde enseñaron su nuevo motor de videojuego con sus últimas tecnologías: "Tenemos impresionantes demostraciones planeadas con las cuales enseñaremos lo último de la tecnología de CryEngine, incluido herramientas (CryEDIT, Exporters), visuales (Polybump, Lighting & Shadows), audio (Dynamic Music con soporte Dolby Digital 5.1 completo), inteligencia artificial (Easy to Script) y física (Rope, Rag Doll, Liquid) además del magnífico poder de renderizado del CryEngine."
Además en 2003, Crytek estuvo en el ECTS otra vez, donde Far Cry fue galardonado con el premio "Mejor videojuego de PC". En ese mismo mes Crytek modificó el CryEngine para optimizarlo a AMD64.
En febrero de 2004, en las oficinas de Crytek hubo una redada del Departamento de policía alemán, un exempleado avisó que Crytek usaba software ilegal. La policía investigó todo el software y licencias que Crytek había adquirido últimamente, pero no encontraron nada.
Además en ese mes, Crytek y Electronic Arts anunciaron una colaboración estratégica. En diciembre de 2004, Crytek y ATI crearon un machinima de estilo hollywoodense para demostrar el futuro de los videojuegos de PC.
El 23 de enero de 2006, Crytek anunció el desarrollo de Crysis. Este iba a ser un original videojuego de disparos en primera persona con un nuevo tipo de retos en jugabilidad que requerirían "tácticas adaptativas". El videojuego ganó los premios al "Mejor juego de PC" en el E3 y el Games Convention.
Tres meses después, Crytek trasladó sus oficinas centrales a Fráncfort del Meno.
La primera demostración pública del CryEngine 2 de Crytek fue el 23 de enero de 2007, un año después Crysis fue anunciado. Tuvo licencias de muchas empresas como Avatar Reality, WeMade Entertainment, Entropia Universe, XLGames, Reloaded Studios, 1st Educational Institution, y Games Academy GmbH.
El 11 de mayo de 2007, Crytek anunció que su oficina satélite en Kiev, había pasado a ser un departamento completo de desarrollo, dándole a la empresa su segundo estudio de desarrollo, que actualmente está trabajando en videojuegos basados en la nueva propiedad intelectual de Crytek.
Una semana después del ascenso del estudio de Kiev, Crytek anunció un nuevo estudio en Budapest. Igual que el estudio de Kiev, el de Budapest está enfocado en el desarrollo con el CryEngine 2.
Más recientemente, Crytek asistió al G*STAR Game and Trade Show de Seúl el 8 de noviembre de 2007.
El 14 de julio de 2008, Crytek compró Black Sea Studios y lo renombró a Crytek Black Sea.
El 17 de noviembre de 2008, Crytek abrió una oficina en Corea del Sur llamada Crytek, Ltd.. La oficina está dirigida por el joven Mok Park y enfocada en las licencias del CryEngine 2 orientadas a los clientes coreanos.
El videojuego más reciente de Crytek, Crysis Warhead, fue lanzado el 12 de septiembre de 2008 como exclusivo de PC.
El 3 de febrero de 2009, Crytek compró Free Radical Design, una empresa inglesa de desarrollo de videojuegos conocida por su serie TimeSplitters y fue renombrada como Crytek UK.
El 11 de marzo de 2009, Crytek anunció en el sitio web de la empresa que iba a mostrar el CryEngine 3 en la Game Developers Conference de 2009 (desde el 25 al 27 de marzo). Este nuevo motor está siendo desarrollado para su uso en PlayStation 3, Xbox 360 y PC.
En la edición 2010 del certamen imagina, el motor CryEngine 3 obtuvo el premio a la mejor simulación en tiempo real.
El 24 de marzo de 2011, Crytek libera Crysis 2, el primer juego que utiliza CryEngine 3 y que administra de una forma más que óptima los servicios de los que dispone la consola (o PC) en la que se juega
Para el 2013 se ha anunciado el juego titulado Crysis 3, en el cual se seguirá utilizando el CryEngine 3, pero con mejoras. Se publica el 21 de febrero de 2013.

## Videojuegos desarrollados
| Videojuego              | Año  | Estudio                                                        |
| ----------------------- | ---- | -------------------------------------------------------------- |
| Far Cry                 | 2004 | Crytek                                                         |
| Crysis                  | 2007 | Crytek Frankfurt                                               |
| Crysis Warhead          | 2008 | Crytek Budapest                                                |
| Crysis 2                | 2011 | Crytek Frankfurt/Crytek Budapest                               |
| Fibble - Flick 'n' Roll |      |                                                                |
| Crysis 3                | 2013 | Crytek Frankfurt/Crytek Budapest                               |
| Warface                 | 2013 | Crytek Seúl                                                    |
| Ryse: Son of Rome       | 2013 | Crytek Frankfurt                                               |
| The Collectables        |      |                                                                |
| Arena of Fate           | beta | Crytek Black Sea                                               |
| Hunt: Showdown          |      | Hasta 2014 Crytek USA, desde 2014 hasta ahora Crytek Frankfurt |
| Robinson: The Journey   |      | Crytek Frankfurt                                               |